# 21582 Arunvenkataraman
21582 Arunvenkataraman este un asteroid din centura principală de asteroizi.

## Descriere
21582 Arunvenkataraman este un asteroid din centura principală de asteroizi. A fost descoperit pe 17 septembrie 1998 la Stația Anderson Mesa în cadrul programului LONEOS. Asteroidul prezintă o orbită caracterizată de o semiaxă mare de 2,66 ua, o excentricitate de 0,13 și o înclinație de 2,2° în raport cu ecliptica.